# Ordem dos constituintes
Em linguística, a ordem dos constituintes de uma sentença é um critério tipológico para a classificação das línguas do mundo de acordo com sua sintaxe.
Esse tipo de classificação vem sendo usado para subdividir e agrupar as diferentes línguas pelas semelhanças não incidentais ocasionadas por uma ordem de constituintes específica.

## Definição
De acordo com Velupilai (2012), "desde o estudo seminal de Greenberg (1966, reeditado em 1990 Greenberg) na ordem dos elementos significativos em línguas, a ordem das palavras tem sido uma área altamente proeminente da pesquisa em tipologia"  ou seja, as línguas possuem propriedades de organização sintática distintas e agrupam-se, sintaticamente, de maneiras diferentes na sentença. Um dos parâmetros de ordem vocabular que mais se destaca dentro da literatura tipológica é a ordem dos constituintes da sentença, sujeito (S), verbo (V) e objeto (O) e a ordem dos constituintes dos sintagmas nominais. Há seis ordens possíveis identificadas nas línguas: 
- Sujeito-Verbo-Objeto (SVO)
- Sujeito-Objeto-Verbo (SOV)
- Verbo-Sujeito-Objeto (VSO)
- Verbo-Objeto-Sujeito (VOS)
- Objeto-Sujeito-Verbo (OSV)
- Objeto-Verbo-Sujeito (OVS)

Um dos parâmetros de ordem vocabular que mais se destaca na literatura tipológica é a ordem dos constituintes da sentença e a ordem dos constituintes dos sintagmas nominais. As Línguas apresentam ordens distintas para suas diversas construções, mas obedecem a uma ordem básica de palavras na sentença, sujeito (S), verbo (V) e objeto (O). Para se estabelecer essa ordem, seguem alguns critérios, como: “maior frequência de ocorrência, a menor marcação pragmática e morfológica, a maior produtividade gramatical, o maior grau de harmonia intercategorial” (OLIVEIRA, 2015, p.88). Os estudos de Sintaxe Tipológica tem a finalidade de estabelecer qual a ordem básica dos constituintes da oração, em uma determinada língua, e, em caso de línguas pouco documentadas, a abordagem tipológica se mostra como um recurso eficiente para prever as estruturas da língua pesquisada. 

## Ordens possíveis
De acordo com o WALS (DRYER, 2013),  são seis ordens possíveis nas línguas do mundo: SOV, SVO, VSO, VOS, OVS, OSV, dos três elementos da ordem das línguas: Sujeito, Objeto e Verbo (S, O e V). Apresentados na tabela de valor de traços, os grupos SOV e SVO constituem maioria das línguas do mundo. Considerando a ordem das palavras nas línguas do mundo, temos a ordem SOV em primeira posição com o maior número de línguas (565), o que representa 41,03% do total de línguas; em seguida, temos as línguas de ordem SVO que representam 35,43% desse grupo, com 488 línguas. Em terceira posição, temos as línguas da ordem SVO, sendo um total de 95 que representam 6,89% das línguas do mundo
O grupo das línguas com ordem - Objeto, Sujeito e Verbo (OSV) é a mais rara, de acordo com o WALS. As línguas VOS, OVS e OSV totalizam 40 línguas, que não ultrapassam o total de 2,89% do total das línguas do mundo. Assim, a ordem VOS corresponde a 25 línguas e 1,81%, as OVS são 11 línguas e 0,79% e as de ordem OSV são apenas 4 (quatro) línguas e 0,29%, ou seja, as mais incomuns. No entanto, o que chama atenção ainda é a significativa quantidade de línguas de Nenhuma Ordem Dominante (NDO) apresentadas no WALS, que chegam ao percentual de 13,72% das línguas faladas do mundo, num total de 189 línguas. 
Observados os dados do APICS, as línguas crioulas e Pidgin apresentam as mesmas seis ordens (SOV, SVO, VSO, VOS, OVS, OSV), dos três elementos da ordem das línguas: Sujeito, Objeto e Verbo (S, O e V). Tendo em vista a tabela de valor de traços, os grupos SOV e SVO constituem maioria das línguas do mundo. Considerando a ordem das palavras nas línguas do mundo, temos a ordem SOV em primeira posição com o maior número de línguas (565), o que representa 41,03% do total de línguas do mundo; em seguida temos as línguas de ordem SVO, que representam 35,43% desse grupo, com 488 línguas. Em terceira posição, temos as línguas da ordem SVO, sendo 95 que representa 6,89% das línguas do mundo.
De acordo com os dados do Atlas de Estruturas de Linguagem Creole e Pidgin (APiCS), foram reunidos  informações de 76 idiomas crioulos e pidgin de todo o mundo que tratam de recursos gramaticais e lexicais, bem como informações de valores e recursos das línguas estudas.  Quando comparamos os dois bancos de dados (WALS e APICS), observa-se que nas línguas pidgin e crioulas a ordem SVO é quantitativamente superior ao do WALS. Há uma distribuição mais equilibrada entre as línguas de ordem SOV (565 línguas) e SVO (488 línguas), se comparadas ao APiCS.
Se observarmos isoladamente os dados do APiCS, identificamos a ordem SVO em primeiro lugar, em uma quantidade muito superior às demais ordens de palavras, sendo esta ordem responsável por 72,44% das línguas. As demais línguas representam 27,56%, ou seja, as ordens SOV, VSO, VOS, OSV e OVS constituem apenas 27 línguas, enquanto as de ordem SVO são 71.

## Constituintes
Chamam-se constituintes os elementos frasais que expressam as categorias sintáticas de sujeito, verbo e objeto.
A lista seguinte indica o conjunto de possibilidades para as ordens dos constituintes, da mais frequente à mais rara. As abreviaturas que se seguem são as habituais: S para sujeito, O para objeto, V para verbo.
A nível mundial, há três tipos dominantes nas línguas:
- As línguas SOV (« o gato o leite bebe ») incluem, por exemplo, o japonês, o turco, o coreano, e muitas outras; é a ordem mais frequente, que representa 41% das línguas do mundo.
- As línguas SVO (« o gato bebe o leite ») incluem, por exemplo, o inglês, o português, o francês, o |suaíli, as línguas chinesas e muitas outras; este tipo representa 39% das línguas do mundo.
- As línguas VSO (« bebe o gato o leite ») incluem, por exemplo, o árabe clássico, a línguas celtas insulares e o havaiano; representam 15% das línguas do mundo.

O seguintes tipos são mais raros e agrupam 5% das línguas do mundo:
- As línguas VOS (« bebe o leite o gato ») incluem, por exemplo, o fijiano e o malgaxe.
- As línguas OSV (« o leite o gato bebe ») incluem, por exemplo, o aquém.
- As línguas OVS (« o leite bebe o gato ») incluem, por exemplo, a hixcariano.